# オドエフ
座標: 北緯53度56分32秒 西経36度41分59秒 / 北緯53.94222度 西経36.69972度
オドエフ（ロシア語: Одоев）はロシア・トゥーラ州オドエフ地区(ru)の労働集落（都市型集落の1区分）である。また同地区の行政中心地である。
ウパ川左岸に立地し、州都トゥーラの南西75kmの位置にある。また、トゥーラとベリョーフをつなぐ自動車道Р139(ru)が市内を通る。

## 歴史
オドエフに関する最初の言及は14世紀後半である。オドエフはオドエフ公家（のちのオドエフスキー家(ru)）の統治するオドエフ公国の首都だった。オドエフ公国は1047年からリトアニア大公国に従属したが、1492年のロシア・リトアニア戦争(ru)に際して一部が、1494年にはオドエフ公家並びに市域の全てがモスクワ大公国に従属した。
1565年、イヴァン4世がロシア・ツァーリ国をオプリーチニナ（皇室領）とゼムシチナ(ru)（オプリーチニナに含まれない、大貴族の管理地区）に分類した後に、オドエフはゼムシチナとなった。
帝政ロシア期の1777年、オドエフはトゥーラ県(ru)オドエフ郡(ru)の行政中心地となった。
ソビエト連邦期の1924年にオドエフ地区の行政中心地となり、1959年に労働集落（都市型集落の1区分）に区分された。なお、この時点での人口は4541人だった。
2017年現在、オドエフの人口は5559人である。